# Agen (meteorito)
Agen es un meteorito de condrita H que cayó a la tierra el 5 de septiembre de 1814 en Aquitania, Francia.

## Clasificación
Es una condrita ordinaria que pertenece al tipo petrológico 5, por lo tanto fue asignada al grupo H5.